# 鄧巴群島
62°28′10″S 60°10′40″W / 62.46944°S 60.17778°W
鄧巴群島（Dunbar Islands），是南極洲的群島，位於南設得蘭群島，處於威廉斯角西南面的利文斯頓島東北端，由阿斯皮斯島、巴爾沙島、梅利亞內島、波格列德茨島和扎瓦拉島組成，現時由南極條約體系管理。